# واینبورگ (شهر اتریش)
واینبورگ (به آلمانی: Weinburg) یک منطقهٔ مسکونی در اتریش است که در ناحیه زانکت پولتن-لاند واقع شده‌است. واینبورگ ۱۰٫۳۶ کیلومتر مربع مساحت دارد ۳۲۱ متر بالاتر از سطح دریا واقع شده‌است.